# Asplenium sylvaticum
Asplenium sylvaticum là một loài thực vật có mạch trong họ Aspleniaceae. Loài này được (Bory) C. Presl miêu tả khoa học đầu tiên năm 1825.